# Triều Dương
Triều Dương (tiếng Hoa giản thể: 朝阳; bính âm: Cháoyáng) là một địa cấp thị ở tỉnh Liêu Ninh của Trung Quốc.

## Địa lý
Triều Dương giáp Phụ Tân về phía đông bắc, Cẩm Châu về phía đông nam, khu tự trị Nội Mông Cổ về phía tây bắc, Hà Bắc về phía tây nam.
Ở trong địa giới của địa cấp thị này có nhiều khu khai khoáng. Núi Songling, nơi có các hóa thạch được phát hiện, gần địa cấp thị này.

## Hành chính
Triều Dương hiện quản lý 2 quận (khu), 2 thành phố cấp huyện, 2 huyện, 1 huyện tự trì:
- quận: Song Tháp, Long Thành.
- thành phố cấp huyện: Lăng Nguyên, Bắc Phiếu.
- huyện: Triều Dương, Kiến Bình.
- huyện tự trị: huyện tự trị người Mông Cổ Khách Lạt Thấm Tả Dực.

## Dân số
Theo thống kê năm 2002, Triều Dương có 3.360.000 dân.